# Mario Balotelli
« Balotelli » redirige ici. Pour les autres significations, voir Balotelli (homonymie).
Mario Balotelli (prononciation italienne : [ˈmaːrjo baloˈtɛlli]), né Mario Barwuah le 12 août 1990 à Palerme, est un footballeur international italien évoluant au poste d'avant-centre.
Formé à l'AC Lumezzane où il fait ses débuts en équipe première à l'âge de 15 ans, le jeune Mario Balotelli signe à l'Inter Milan en 2006 et en intègre l'effectif professionnel l'année suivante, sous la direction de Roberto Mancini.
En janvier 2009, il est suspendu par son nouvel entraîneur José Mourinho après plusieurs problèmes disciplinaires. En mars 2010, il met en colère les supporters en apparaissant à la télévision vêtu du maillot de l'AC Milan. Quelques semaines plus tard, il est cédé au club anglais de Manchester City, dirigé par Mancini. Ses performances sont inconstantes, et ses péripéties hors football largement médiatisées. Balotelli est finalement écarté par Mancini en janvier 2013 après une bagarre à l'entraînement. Il retourne alors en Italie, à l'AC Milan. Une saison et demie plus tard, il fait son retour en Angleterre, à Liverpool avant d'être prêté une saison plus tard à son ancien club de l'AC Milan.
En 2016, il signe pour l'OGC Nice et découvre le championnat de France où il espère retrouver le chemin des filets et du temps de jeu en sélection. Attendu comme un grand coup de la part du club de la Côte d'Azur, Mario Balotelli répond aux attentes sur le terrain mais déçoit encore une fois dans son comportement après 3 saisons plutôt réussies. Ses exploits sur le terrain vont jusqu'en Italie où le sélectionneur pense à le réintégrer dans la sélection italienne.
À la mi-saison 2019, « Super Mario » refait parler de lui en enchaînant les mauvaises performances et proclame ses envies de départ. Son contrat est alors rompu et des clubs italiens se positionnent sur le dossier mais c'est l'Olympique de Marseille qui signe l'attaquant italien jusqu'à la fin de la saison. Son passage est réussi mais il ne trouve pas d'accord pour une prolongation de contrat et part à Brescia en Italie avec qui il peine à être décisif. Sa décision lui fermera les portes de la sélection malgré un retour de 2017 à 2019.
Agé de 30 ans et libre de tout contrat, Balotelli rejoint Monza en Série B, la deuxième division italienne où il retrouve son ancien coéquipier Kevin-Prince Boateng.
En 2024, il retrouve la Serie A en rejoignant le Genoa CFC. 
Balotelli évolue en sélection nationale italienne depuis août 2010. Il participe notamment à l'Euro 2012, durant lequel il devient mondialement célèbre pour son doublé qui élimine l'Allemagne en demi-finale (2-1), et à la Coupe du monde 2014.

## Biographie

### Origines familiales
Mario Balotelli naît à Palerme, en Sicile, le 12 août 1990 de parents ghanéens chrétiens, Thomas et Rose Barwuah. La famille déménage à Bagnolo Mella, commune de la province de Brescia, en Lombardie, peu après la naissance de Mario. Étant petit, il souffre des graves séquelles d'une malformation intestinale, ce qui le conduit à subir une série d'opérations. Malgré tout, son état s'améliore quelque peu en 1992. Les problèmes de santé de Mario et les rudes conditions de vie de la famille poussent les Barwuah à demander l'aide des services sociaux, qui proposent l'option de confier l'enfant à une famille d'accueil, sans pour autant le faire adopter.
Cette proposition sociale est acceptée en 1993 par la famille Barwuah qui confie le jeune Mario, alors âgé de trois ans, à une famille italienne, les Balotelli, sur décision du tribunal des mineurs. Au début, Mario passe les jours de la semaine dans sa famille d'accueil, et les week-ends dans sa famille biologique mais, quelque temps après, il est convenu que Mario serait élevé en permanence par les Balotelli. Ses parents nourriciers, Francesco et Silvia Balotelli, de souche italienne juive, habitent une vaste maison dans le village aisé de Concesio, près de Brescia. Alors que leur fils a accédé à la notoriété, les parents biologiques de Balotelli demandent qu'il leur soit rendu. Ce dernier les a accusés plus tard d'être des « chasseurs de gloire », affirmant qu'ils ne désiraient son retour dans la famille qu'à cause du renom et de la célébrité qu'il a acquis. Selon la loi 91 du 5 février 1992, Balotelli doit attendre son 18e anniversaire pour bénéficier de la nationalité italienne, car il n'a pas été adopté, mais seulement élevé par les Balotelli. Il l'acquiert officiellement à Concesio le 13 août 2008. Après la cérémonie, Balotelli déclare : « Je suis italien, je me sens italien, je jouerai toujours pour l'équipe nationale d'Italie ».
Mario a trois frères et sœurs biologiques : Abigail, Enoch et Angel Barwuah. Son frère Enoch Barwuah, de deux ans et demi son cadet est avant-centre lui aussi, effectue un essai dans le club anglais de Stoke City en décembre 2011, puis un autre à Sunderland en janvier 2012, avant de rejoindre définitivement Salford City, club évoluant en 8e division anglaise, le 16 novembre 2012.

### Carrière en club

#### Débuts professionnels à l'AC Lumezzane
Mario Balotelli entame sa carrière d'attaquant à l'AC Lumezzane. À l'âge de 15 ans, il est promu au sein de l'équipe première, et fait ses débuts lors d'un match de championnat de Serie C1, opposant son équipe à Padoue. Après seulement deux petites rencontres, le jeune Mario attire déjà les convoitises des grandes clubs européens[réf. souhaitée].

#### Premiers succès d'envergure à l'Inter Milan

##### Saison 2007-2008

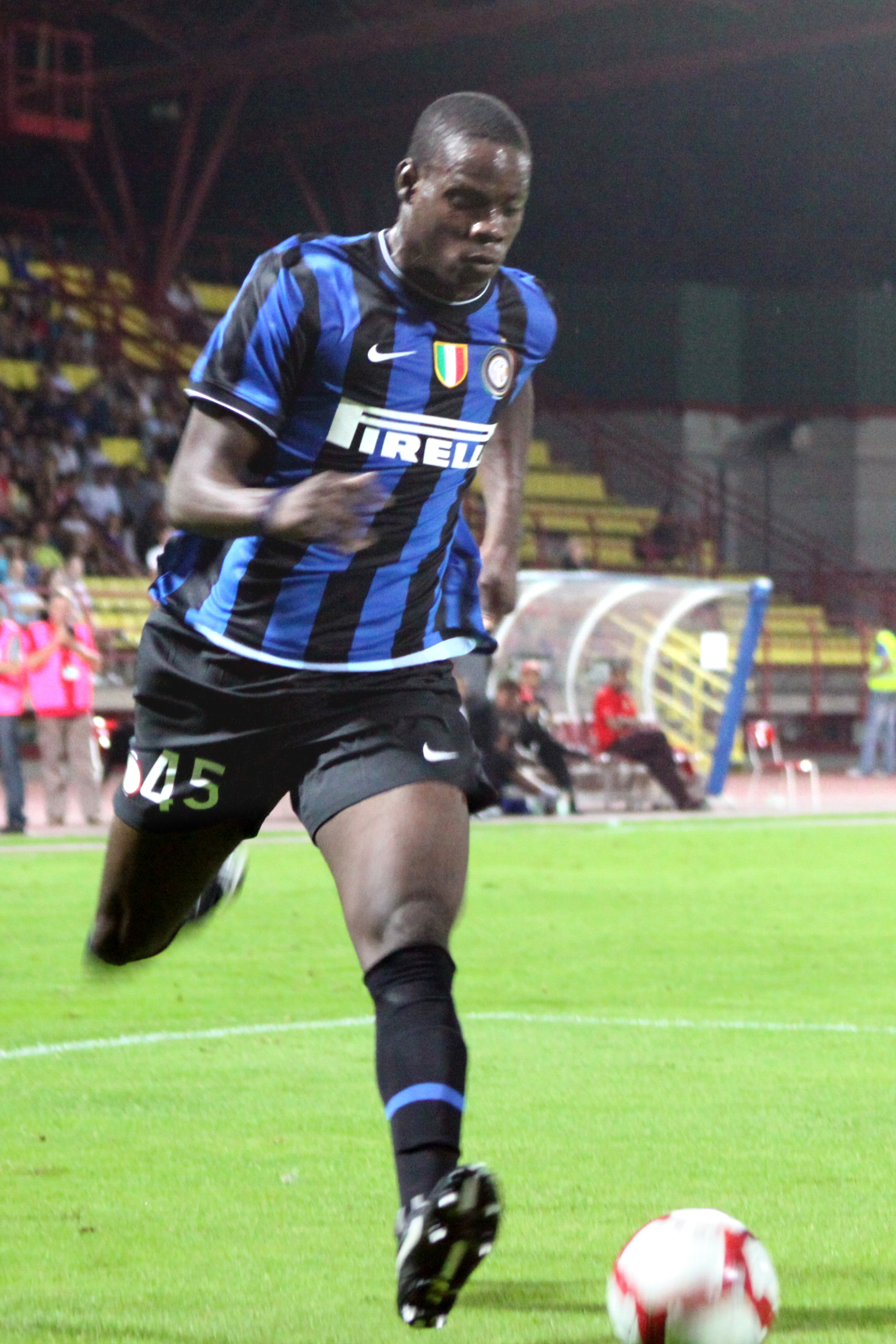
Balotelli avec l'Inter Milan.

Après un essai infructueux au FC Barcelone à l'âge de 15 ans, Balotelli signe à l'Internazionale en 2006 en prêt avec option d'achat de 150 000 € pour 50 % des parts du joueur. En juin 2007, l'Inter active la clause d'achat et acquiert en plus les 50 % restants pour 190 000 € supplémentaires où il opte pour le numéro 45. Le 8 novembre 2007, à l'occasion du 150e anniversaire du Sheffield FC, Balotelli participe à un match amical entre les deux équipes, au sein du stade de Sheffield, Bramall Lane. Le match se solde par une victoire de l'Inter par (5-2), incluant notamment un doublé de Balotelli. Mario fait ses débuts pour l'équipe première et en Serie A le 16 décembre 2007, remplaçant David Suazo dans une victoire (2-0) contre Cagliari. Trois jours plus tard, il est pour la première fois titulaire dans un match de Coupe d'Italie contre Reggina, marquant un doublé et contribuant à une victoire finale (4-1). En outre, la renommée de Balotelli prend une dimension nationale après son doublé dans le match retour des quarts de finale de la Coupe d'Italie, contre la Juventus, résultant en une victoire (3-2) de l'Inter. Il marque son premier but en championnat en avril 2008 contre l'Atalanta. À la fin de la saison, l'Inter remporte la Serie A 2007-2008 avec 85 points, soit trois de plus que son dauphin, l'AS Rome. Au niveau personnel, Balotelli participe à 11 matchs de Serie A pour 3 buts et 4 matchs de Coupe pour autant de buts malgré la défaite des siens en finale face à l'AS Rome (2-1).

##### Saison 2008-2009
La saison suivante, Balotelli débute comme remplaçant lors de la Supercoupe d'Italie 2008 contre l'AS Rome. Il remplace Luís Figo et marque un but à la 83e minute. L'Inter remporte finalement la Supercoupe d'Italie aux tirs au but (8-7 tab), après que la rencontre s'est soldée par un match nul (2-2). En novembre 2008, Balotelli devient le joueur le plus jeune de l'Inter (à 18 ans et 85 jours) à marquer un but en Ligue des champions, grâce à sa réalisation contre le club chypriote de l'Anorthosis Famagouste, battant le record précédent d'Obafemi Martins (à 18 ans et 145 jours), dans un match qui verra finalement les deux équipes faire jeu égal (3-3). En avril 2009, dans un match contre la Juventus Turin, où il marque l'unique but de l'Inter (1-1), Balotelli est victime d'injures racistes par les supporters turinois tout au long de la rencontre. Cet incident pousse le président intériste Massimo Moratti à déclarer qu'il aurait évacué son équipe du terrain s'il était présent. Les chants racistes sont également condamnés par le président de la Juventus Giovanni Cobolli Gigli. La Fédération italienne de football sanctionne finalement le club turinois d'un match à huis clos, à la suite de l'incident. Somme toute, la Serie A 2008-2009 se conclut par un quatrième sacre consécutif de l'Inter et un parcours en Coupe d'Italie s'arrêtant en demi-finale face à la Sampdoria (3-0 ; 0-1). Lors de sa seconde saison avec le club, Balotelli fait face à un certain nombre de problèmes disciplinaires, notamment avec son entraîneur José Mourinho, qui l'exclut de l'équipe première en janvier 2009. Plus tôt dans la saison, Mourinho a accusé Balotelli de ne pas fournir assez d'efforts à l'entraînement, déclarant : « En ce qui me concerne, un jeune garçon comme lui ne peut pas se permettre de s'entraîner moins que Figo, Córdoba ou Zanetti ». Par ailleurs, Balotelli continue à être victime de chants racistes tout au long de la saison, cela étant particulièrement l'œuvre des supporters de la Juventus Turin, même lors de matches où l'Inter ne joue pas au Stade olympique (enceinte utilisée provisoirement par la Juventus, en attendant la construction du nouveau Juventus Stadium). La Fédération italienne de football impose subséquemment à la Vecchia Signora des sanctions financières, en plus d'une fermeture partielle du stade aux fans du club. Pour sa deuxième saison au plus haut niveau et la découverte de la Ligue des champions, l'Italien prend part à 31 rencontres, inscrivant 10 buts dont 8 en Championnat.

##### Saison 2009-2010

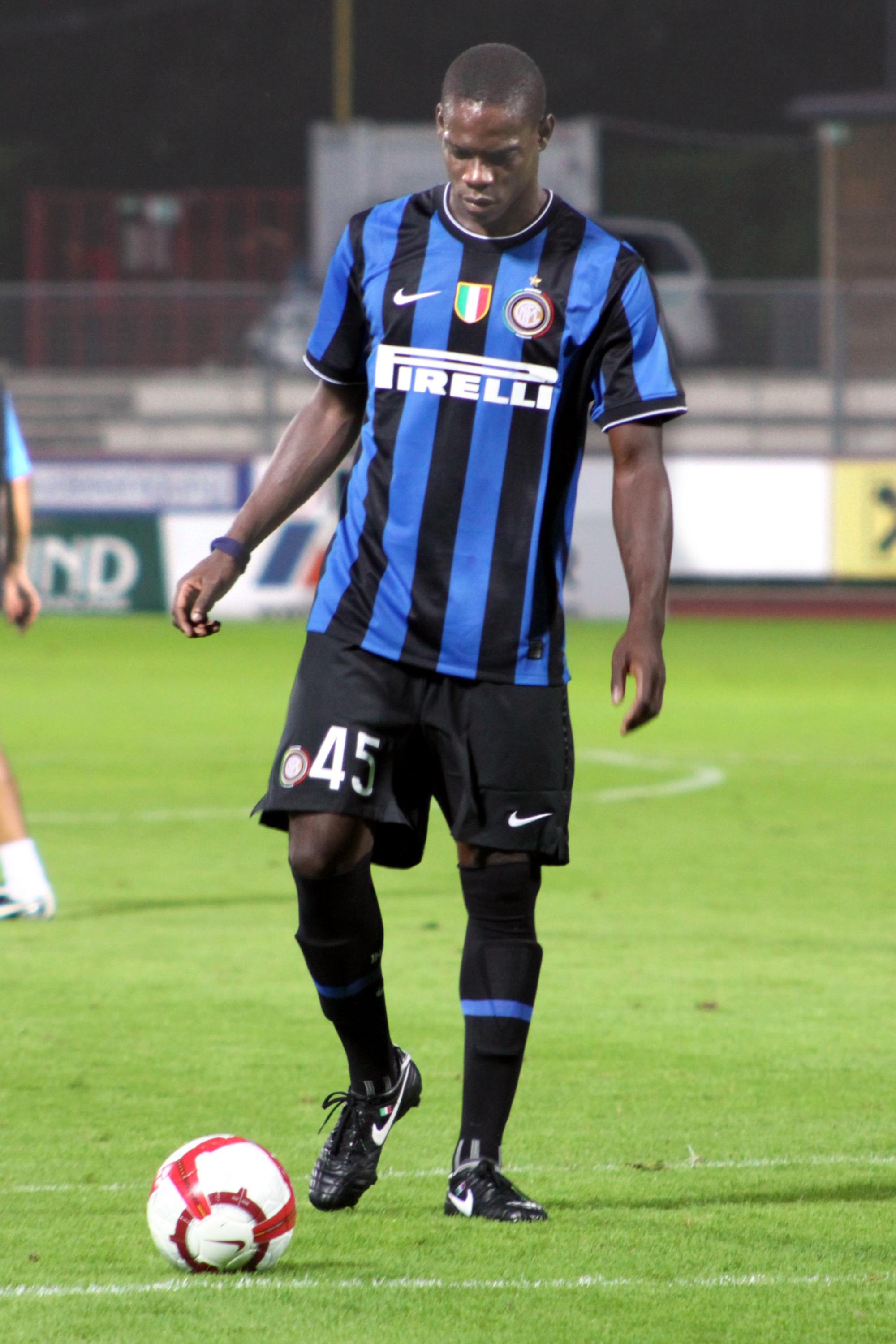
Mario Balotelli en 2009.

Les problèmes disciplinaires de Balotelli, et sa relation pour le moins compliquée avec Mourinho, continuent lors de la saison 2009-2010. En novembre, après un match nul contre l'AS Rome (1-1), Mourinho critique durement ses joueurs, allant jusqu'à décrire la prestation de Balotelli comme « frôlant une note nulle ». Le 5 décembre 2009, Balotelli a une autre altercation avec les fans de la Juventus lors du derby d'Italie dans un match à l'extérieur que l'Inter perdra (2-1). Lorsqu'il reçoit un coup de coude de Felipe Melo à l'épaule, Balotelli est averti pour s'être effondré théâtralement sur le terrain, alors que Melo est expulsé pour un second carton jaune. L'incident et ses conséquences résultent parallèlement en une altercation physique entre le coéquipier de Balotelli, Thiago Motta, et le gardien de but turinois Gianluigi Buffon. Pour autant, l'Inter Milan réalise jusque-là un parcours parfait dans toutes les compétitions dans lesquelles elle est engagée. Balotelli inscrit d'ailleurs un but lors du dernier match du premier tour de la Ligue des champions face au Rubin Kazan à San Siro (2-0). La tension entre Balotelli et Mourinho atteint un sommet la veille du match retour du huitième de finale de la Ligue des champions contre Chelsea après que le jeune attaquant n'est pas convoqué pour jouer la rencontre, résultant en une dispute entre les deux hommes à ce propos. Malgré la victoire (1-0) de l'Inter à Stamford Bridge, Balotelli essuie les critiques vives de plusieurs joueurs expérimentés au club dont le capitaine Javier Zanetti et le défenseur vétéran Marco Materazzi, en plus de celles de son propre agent.
En mars 2010, il est vivement critiqué par les supporters de l'Inter après son apparition dans l'émission de télévision italienne Striscia la notizia, portant un maillot du grand rival, l'AC Milan. La polémique qui s'ensuit jette un doute sur sa perspective de carrière au sein du club, mais il fait malgré tout plusieurs apparitions après cela grâce notamment aux excuses officielles qu'il présente sur le site du club italien.
Après s'être brouillé avec Mourinho, Super Mario est reconvoqué en avril 2010, où il contribue par un but à la victoire (3-0) de l'Inter contre Bologne. Il fait à nouveau controverse lors de la demi-finale de la C1 le 20 avril 2010 après avoir jeté son maillot sur le sol après le coup de sifflet final, en réponse aux supporters intéristes qui l'ont hué pour sa mauvaise performance. Des fans irrités le confrontent et essayent de l'attaquer après le match, il s'en excuse 3 ans plus tard alors qu'il est devenu entretemps joueur de l'ennemi intime, l'AC Milan. Son attitude sur le terrain est source de désapprobation par ses coéquipiers, Zanetti déclarant que « Mario doit se concentrer sur ce qu'il peut faire sur le terrain, il ne peut plus se laisser aller à se comporter comme cela ». Malgré tous les problèmes qui l'entourent à l'Inter Milan, Balotelli vit le plus beau printemps de sa jeune carrière remportant le triplé historique Ligue des champions-Serie A-Coupe d'Italie. Ces deux dernières compétitions, qu'il a remporté respectivement trois fois consécutives et une fois lors des trois dernières années l'ont été face à l'AS Rome pour 3 des 4 trophées. Durant cette saison, l'attaquant dispute 40 rencontres pour 11 buts. Au milieu de ces polémiques avec son équipe et son entraîneur, plusieurs clubs de Premier League, dont Manchester United et Manchester City font part de leur intérêt pour Balotelli en juillet 2010. Devant les incertitudes concernant la suite de sa carrière milanaise, son ancien entraîneur Roberto Mancini, devenu depuis entraîneur de Manchester City, décide d'octroyer à Balotelli une seconde chance dans un nouveau club. Il quitte donc Milan après avoir porté la tunique Nerazzuri à 86 reprises pour 28 buts et remporté trois Championnats, une Ligue des champions, une Coupe d'Italie et une Supercoupe d'Italie. Il reste dans l'histoire du club italien grâce au triplé historique réussi en 2010 (Ligue des champions-Serie A-Coupe d'Italie).

#### Des hauts et des bas à Manchester City

##### Saison 2010-2011

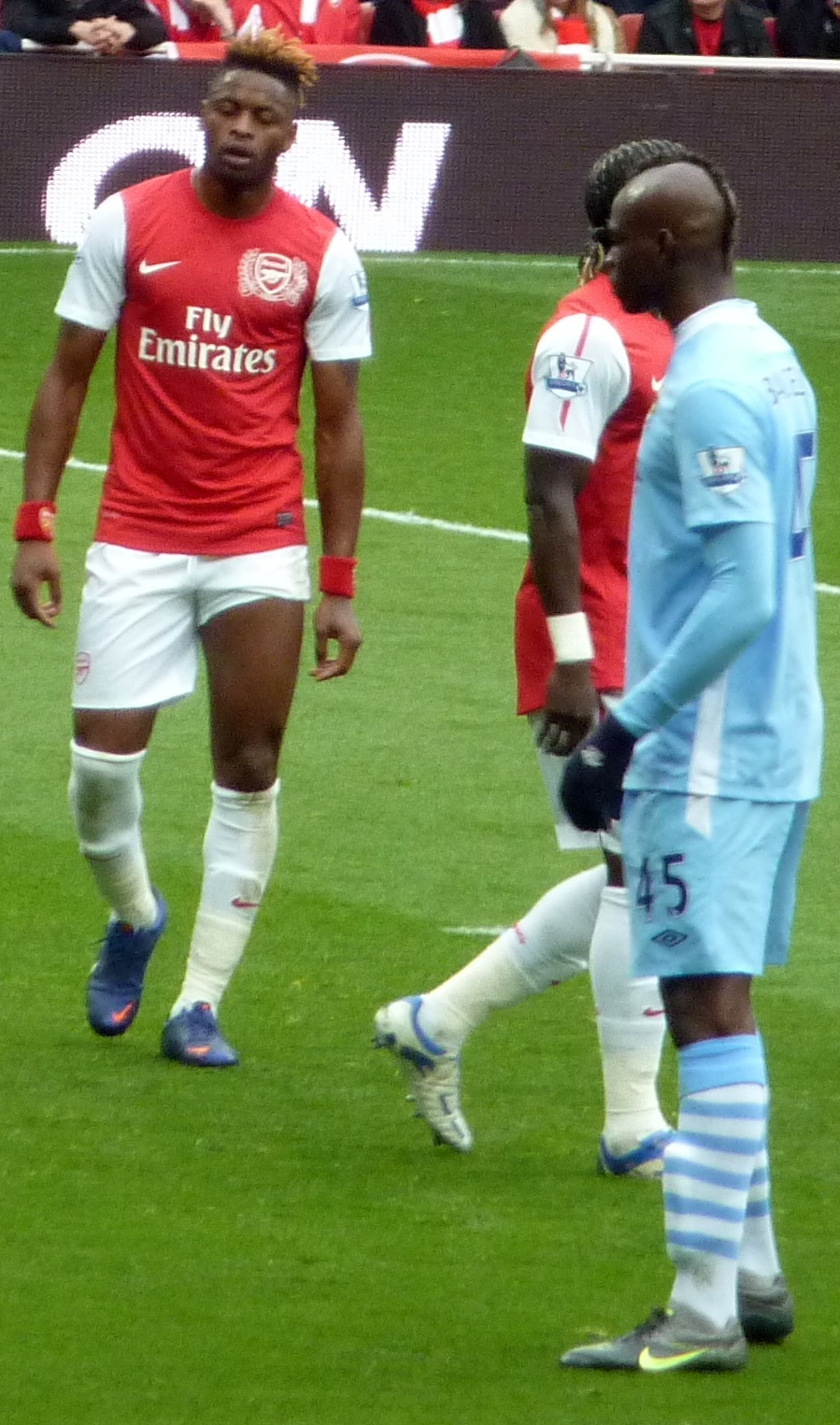
Balotelli sous les couleurs de Manchester City contre Arsenal

Trois jours après sa première sélection avec l'équipe d'Italie contre la Côte d'Ivoire à Londres et voyant son temps de jeu se réduire et ses chances de titularisation s'amincir, il profite d'être en Angleterre pour rejoindre Manchester City,.
Le 13 août 2010 est la date à laquelle il rejoint Manchester City pour 5 ans et 28 millions d'euros, ce qui en fait le transfert le plus cher de l'histoire pour un joueur de vingt ans. Incertain durant quelque temps, Balotelli porte tout de même son numéro fétiche, le 45, car Greg Cunningham qui le portait auparavant a accepté de le lui céder. Il marque un but dès son premier match contre Timișoara. Il inscrit son premier doublé avec Manchester City contre West Bromwich Albion. Il marque ensuite un doublé en Ligue Europa face au Red Bull Salzbourg sur des passes de Pablo Zabaleta et de Patrick Vieira. Le 28 décembre 2010, lors du Boxing Day contre Aston Villa, il marque son premier coup du chapeau avec Manchester City sous les yeux de ses supporters au City of Manchester Stadium. Lors de sa première saison, l'Italien remporte la FA Cup face à Stoke City (1-0) où il dispute l'intégralité de la finale. En Premier League, c'est une déception. City termine 3e à égalité avec Chelsea mais à 9 points du rival historique de Manchester United. Malgré un début très critiqué sous ses nouvelles couleurs, notamment quant à ses déclarations dans la presse, il inscrit huit buts lors de ses onze premiers matchs en ayant évolué principalement au poste d'ailier gauche. Il termine la saison avec 28 matchs et 10 buts à son compteur.

##### Saison 2011-2012
La saison débute mal pour Balotelli et les siens avec une défaite lors de la Community Shield 2011 sur le score de (2-3) face au grand rival de Manchester United. Le 23 octobre 2011, il signe un doublé lors de l'écrasante victoire de Manchester City face à Manchester United (6-1). Pour célébrer son but, il soulève son maillot pour diffuser un désormais célèbre message : « Why Always Me? » adressé en partie aux journalistes qui se régalent de ses péripéties. Au début de l'année 2012, les Citizens de Mario Balotelli se verront éliminés au 4e tour de la FA Cup dont ils sont les tenants du titre, par Manchester United. Trois jours plus tard, l'aventure en Carling Cup s'arrête au stade des demi-finales avec une élimination face au futur vainqueur, Liverpool (0-1 ; 2-2). C'est une grosse déception pour le club et le joueur, d'autant plus que l'élimination de la Ligue des champions dans la foulée fait les choux gras de la presse anglaise. Reversé en Ligue Europa, Balotelli souhaite remporter une compétition qu'il n'a encore jamais gagnée. Après avoir sorti le tenant du titre, le FC Porto (1-2 ; 4-0), Balotelli et les siens se font éliminer par un autre club portugais, le Sporting Portugal (1-0 ; 3-2) par la règle du but à l'extérieur, malgré un penalty transformé par l'attaquant. Le 13 mai 2012, il remporte le Championnat d'Angleterre, après une victoire de Manchester City face au Queens Park Rangers (3-2). C'est lui qui adresse la passe décisive à Sergio Agüero pour le but de la victoire à la 94e minute. Plus décisif, Balotelli aura participé à 32 rencontres et inscrit 17 buts malgré l'effectif pléthorique de son club, surtout sur le front de l'attaque.

##### Saison 2012-2013
Après des performances remarquées lors de l'Euro 2012, Balotelli doit confirmer en Championnat. Il est même présent dans la liste des 23 joueurs sélectionnés pour prétendre au Ballon d'or 2012 où il est classé finalement 23e et dernier. Cependant l'Italien ne confirme pas lors du début de saison. Il marque son premier but lors de la défaite face à Aston Villa (2-4) en Coupe de la Ligue anglaise le 25 septembre 2012. Malgré son but face au Borussia Dortmund en Ligue des champions, il est très peu titularisé en Premier League. Toutefois, cela est le cas lors du déplacement à Wigan où Balotelli inscrit le premier but de son équipe, son premier en championnat. Le 9 décembre 2012, il est aligné comme titulaire dans le derby de Manchester face à United avant d' être remplacé à la 50e minute puis d'assister à la défaite de son équipe (2-3) depuis les vestiaires. Après cette défaite, il va petit à petit perdre la confiance de son entraîneur et de moins en moins jouer, si bien qu'un départ au mercato d'hiver semble nécessaire pour le joueur, et ce n'est pas la nouvelle élimination de son équipe dès le premier tour de la Ligue des champions qui va changer la donne. Bien qu'il reçoive les éloges de Zlatan Ibrahimović qui déclara : « Mario a tellement de talent. À son âge, il a le potentiel pour devenir un des meilleurs attaquants du monde. », il ne fait pourtant pas l'unanimité aux yeux de son entraîneur Roberto Mancini qui confesse : « J'adore Mario en tant que personne et en tant que footballeur, mais il faut qu'il commence à penser à son travail. Il a tout ce qu'il faut pour réussir et il ne peut pas continuer à jouer comme ça. Nous attendions plus de lui. Quand on a les qualités de Mario, c'est incroyable de les jeter comme ça par la fenêtre. J'ai connu d'autres garçons talentueux qui finalement n'ont rien donné. Je ne voudrais pas que cela lui arrive aussi ». Il choisit de quitter l'Angleterre pour l'AC Milan fin janvier 2013, après n'avoir disputé que 20 rencontres pour 3 buts lors de la première partie de saison. Il aura porté le maillot de Manchester City à 80 reprises et inscrit 30 buts en deux ans et demi.

#### Renouveau au pays à l'AC Milan

##### Saison 2012-2013

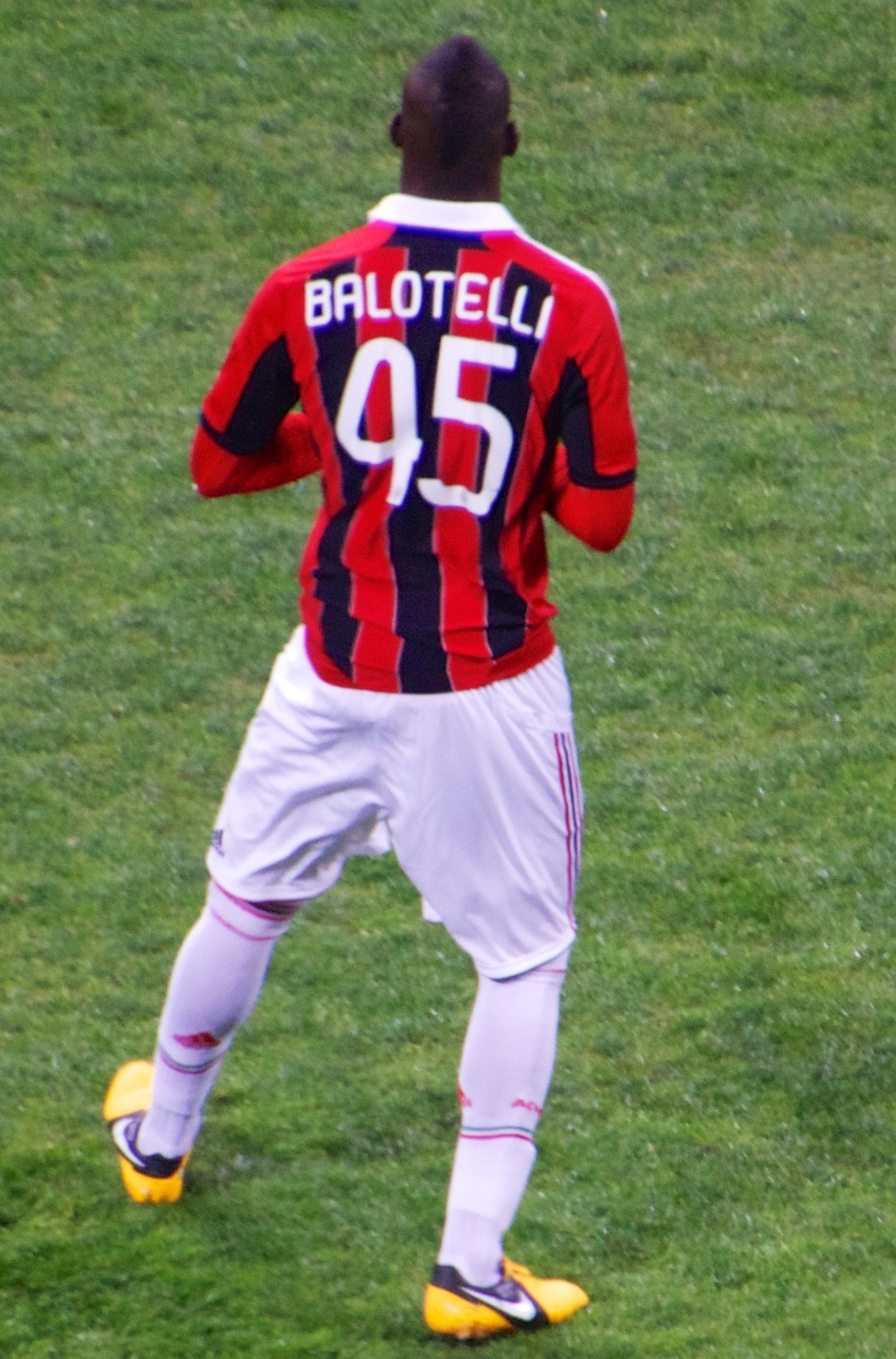
Balotelli pendant le derby AC Milan - Inter Milan en février 2013.

Lors du mercato hivernal, le 29 janvier 2013, il rejoint le club de l'AC Milan, ennemi juré de son ancien club l'Inter Milan, pour une somme évaluée à 23 millions d'euros et un contrat de 4 ans et demi. Son ancien entraîneur Roberto Mancini reste amer de ce départ puisqu'il reconnaît : « J’espère que Mario va continuer à progresser. S’il travaille dur, il peut devenir l’un des meilleurs joueurs du monde. C’est important pour Mario d’être en Italie avec sa famille. Nous sommes vraiment désolés parce que nous aimons Mario. C’est une grande chance de retourner en Italie et de jouer dans un club comme Milan ». Le joueur rejoint le club auquel il n'avait jamais caché son attachement, même à l'époque où il évoluait à l'Inter Milan, et reforme ainsi le duo d'attaque de l'équipe nationale italienne avec Stephan El Shaarawy. Il y porte bien évidemment le numéro 45 et retrouve un autre « traitre » passé des Nerazzurri aux Rossoneri en début de saison, Sulley Muntari, qu'il a côtoyé chez le voisin. Le 3 février 2013, lors de son premier match sous ses nouvelles couleurs face à l'Udinese, il marque un doublé et permet à son équipe de gagner (2-1). Son retour en Italie lui fait le plus grand bien puisqu'il inscrit un superbe coup franc contre Parme FC qui permet à Milan de l'emporter (2-1). Ayant participé à la Ligue des champions avec Manchester City, Balotelli assiste impuissant, depuis les tribunes, à l'élimination de sa nouvelle équipe contre le FC Barcelone (4-0) au Camp Nou après une victoire éclatante (2-0) à l'aller des huitièmes. Le 17 mars 2013, Balotelli inscrit un doublé contre Palerme qui permet à Milan de l'emporter (2-0). Son total après un mois et demi est de 7 buts en 6 matchs avec Milan. S'il ne marque pas contre le Chievo Vérone lors de la 30e journée, il est directement impliqué sur l'unique but de la rencontre puisque c'est lui qui frappe le coup franc repoussé par le gardien sur Riccardo Montolivo qui le bat de près (0-1). Alors que Balotelli semblait en pleine rédemption, il s'insurge et insulte l'arbitre après avoir reçu un carton jaune contre la Fiorentina qui le prive du choc contre Naples. En commission de discipline, il écope de deux matchs de plus qui le priveront notamment de l'autre gros choc, face à la Juventus. Le joueur quant à lui se défend d'avoir agressé verbalement à cause de la tournure du match (l'AC Milan a été remonté de deux buts (2-2), et l'arbitrage n'a pas été à la hauteur) mais parce qu'il aurait été, une nouvelle fois, la cible de chants racistes pour lesquels le club toscan a été sanctionné. De retour de suspension pour la réception de Catane, Balotelli continue d'empiler les buts sous le maillot milanais en inscrivant le dernier but de la victoire (4-2) sur penalty dans les arrêts de jeu, avant de récidiver face au Torino FC (1-0). La journée suivante, pour le déplacement à Pescara, déjà relégué, Balotelli inscrit un doublé (4-0) portant son total à 11 buts en 11 matchs avec le Milan. Il termine la saison en inscrivant le penalty égalisateur face à Sienne avant que Philippe Mexès n'envoie les Rossoneri de l'AC Milan en Ligue des champions (1-2). L'attaquant termine donc sa demi-saison milanaise avec 12 buts en 13 matchs à son compteur. En 6 mois, il aura presque égalé son plus grand nombre de buts en Championnat sur une saison, soit 13 avec Manchester City l'année du titre en Premier League.

##### Saison 2013-2014
Balotelli attaque la nouvelle saison avec les barrages de la Ligue des champions face au PSV Eindhoven. Si le match aller se solde sur un nul (1-1), Mario Balotelli donne de l'ampleur à la qualification au match retour où les siens s'imposent (3-0) grâce notamment à un but de l'attaquant italien. En Serie A, il ouvre son compteur trois jours plus tard lors de la réception de Cagliari pour le compte de la 2e journée (3-1). Lors de la journée suivante, l'attaquant sauve une nouvelle fois les siens en inscrivant un penalty au bout des sept minutes de temps additionnel face au Torino (2-2). Lors de la 4e journée de Championnat et le premier gros choc face à Naples, Mario Balotelli vit un réel cauchemar. Après de nombreuses parades d'un Pepe Reina infranchissable, l'attaquant manque son premier penalty en professionnel après 21 tentatives réussies. S'il se rattrape avec un but synonyme de réduction du score dans les arrêts de jeu, Mario Balotelli s'énerve sur l'arbitre après le coup de sifflet final, qui, après lui avoir mis un carton jaune, décide d'expulser le Milanais pour son comportement trop véhément après cette défaite (1-2). L'Italien est suspendu 3 matchs et manque notamment le choc face à Juventus de Turin.
Le 1er octobre, en Ligue des champions, face à l'Ajax Amsterdam, Balotelli inscrit un nouveau penalty qu'il a obtenu lui-même dans les arrêts de jeu permettant aux siens de prendre le point du nul à l'extérieur (1-1). Au retour, il marque et met fin à une période de presque deux mois sans marquer puisque son dernier but en club datait du match aller (3-1). Lors de la 15e journée face à Livourne, il s'offre son premier doublé de la saison en Serie A. Entre la 19e et la 21e journée de Serie A, Balotelli marque un but lors de chaque match que ce soit lors de la défaite (4-3) contre Sassuolo ou des victoires (1-0) et (1-2) contre Hellas Vérone et Cagliari. Le 14 février 2014, il inscrit l'unique but du match contre Bologne qui offre la victoire à son équipe lors de la 24e journée (1-0) : une frappe sensationnelle de plus de 30 mètres déposée dans la lucarne du gardien de Bologne. Balotelli termine donc la saison avec 18 buts en 41 matchs au compteur dont 14 en rencontres de Serie A, ce qui constitue son nouveau record de nombre de buts en Championnat. Alors que ses rapports à l'AC Milan se sont dégradés et après une Coupe du monde décevante, Mario Balotelli est annoncé partant pour un retour en Premier League. Annoncé du côté d'Arsenal où son sponsor, Puma, le même que celui des Gunners, souhaite prendre en charge une partie de son salaire, l'Italien se heurte au refus de l'entraîneur Arsène Wenger. Dans les derniers jours du mercato, il est annoncé avec insistance du côté de Liverpool qui le recrute pour compenser le départ de Luis Suárez à Barcelone. À l'AC Milan, il aura inscrit 30 buts en 54 matchs soit son meilleur ratio en club depuis ses débuts en professionnel.

#### Nouveau départ vers l'Angleterre à Liverpool

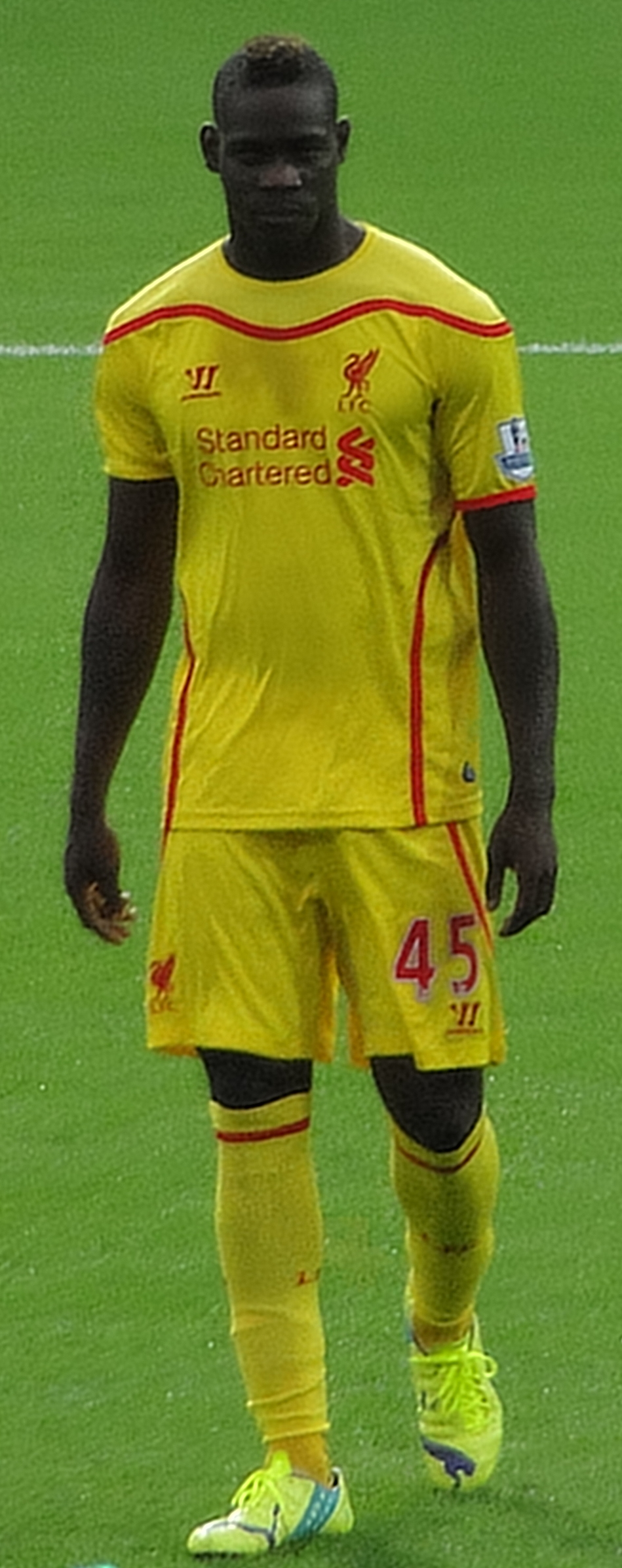
Mario Balotelli sous les couleurs de Liverpool FC.

Le 25 août 2014, Balotelli rejoint Liverpool où il porte son numéro 45 fétiche. La somme du transfert n'a pas été révélée, mais elle avoisinerait les 20 M€. Pour s'assurer de la bonne attitude de l'enfant terrible du football italien, les Anglais incluent une charte de bonne conduite dans le contrat de Balotelli. Pour sa première avec les Reds de Liverpool, Balotelli est titularisé à la pointe de l'attaque entouré des deux ailiers virevoltants Raheem Sterling et Daniel Sturridge mais l'Italien ne parvient pas à trouver la faille face à Tottenham Hotspur malgré la victoire à l'extérieur (0-3). Lors de la première journée de Ligue des champions contre le Ludogorets Razgrad, Mario Balotelli profite d'un cafouillage entre deux défenseurs pour récupérer le ballon et inscrire son premier but pour les Reds pour une courte victoire (2-1). Le 28 octobre 2014, en huitièmes de finale de la Coupe de la Ligue, il égalise en fin de partie face à Swansea City avant que Dejan Lovren ne qualifie Liverpool (2-1). Muet depuis le début de saison en Premier League et transparent la plupart du temps qu'il passe sur la pelouse, Balotelli fait face à de nombreuses critiques d'anciens grands joueurs de Liverpool comme Paul Ince et Harry Redknapp, ou même d'anciens coéquipiers à lui comme Adel Taarabt. Il faut attendre le 10 février 2015 pour que Balotelli inscrive son premier but en Premier League pour Liverpool FC lors de la 25e journée face à Tottenham Hotspur, permettant ainsi la victoire des siens (3-2). Le 19 février 2015, Balotelli inscrit sur pénalty à la 84e minute le but de la victoire (1-0) face au Beşiktaş J.K. en seizièmes de finale aller de la Ligue Europa mais se fait éliminer aux tirs au but au retour. Lors du derby du 22 mars 2015, Balotelli est à deux doigts de se battre avec le défenseur mancunien Chris Smalling. Ce sont finalement les supporters de Liverpool qui l'ont empêché d'en découdre. Il ne manque pas de les remercier plus tard sur les réseaux sociaux. La saison de Balotelli se révèle très décevante avec une seule réalisation en 16 rencontres de Premier League. Il dispute au total 28 rencontres durant sa saison à Liverpool pour 4 buts.

#### Retour à l'AC Milan pour se relancer

##### Saison 2015-2016
Le 25 août 2015, il revient à l'AC Milan en prêt avec option d'achat, un an après en être parti, et récupère son numéro 45. Il avoue être heureux de revenir au club et de pourquoi pas finir sa carrière en Lombardie. Il fait son retour sur le terrain avec le Milan en entrant en jeu contre son club formateur de l'Inter Milan pour le derby de la Madonnina où il se met en évidence de par son activité et en touchant le poteau malgré la défaite des siens (1-0). Il faut attendre la 5e journée de Serie A pour voir Super Mario mettre fin à 7 mois de disette en ouvrant le score sur un coup franc dans la lucarne en tout début de rencontre pour une victoire à l'Udinese (2-3). Absent des terrains depuis le 27 septembre 2015 et une défaite au Genoa (1-0), Mario Balotelli est opéré le 18 novembre 2015 d'une pubalgie récurrente et ne retrouve pas les terrains avant l'année 2016,. Le 13 janvier 2016, Balotelli fait son retour dans le groupe pour le quart de finale de Coupe d'Italie contre Carpi mais il n'entre pas en jeu lors de cette victoire (2-1). Il faut attendre quatre jours plus tard pour le voir faire son retour sur le terrain en entrant en jeu quelques minutes lors de la victoire contre la Fiorentina dans la course au podium (2-0) avant d'entrer dans les dix dernières minutes face à Empoli lors de la 21e journée de Serie A (2-2). Le 26 janvier 2016, il est titularisé contre Alexandrie, club de 3e division, où il joue 70 minutes et inscrit l'unique but du match qui donne un avantage aux siens lors de cette demi-finale aller de Coupe d'Italie (0-1). Très peu utilisé en Serie A où l'AC Milan fait un retour vers les sommets du classement sans Balotelli qui ne dispute que quelques minutes (77 minutes seulement sur février), l'attaquant profite de la demi-finale retour de la Coupe d'Italie contre Alexandrie où il dispute l'intégralité de la partie et marque un but comme à l'aller pour se qualifier pour la finale (5-0). Par la suite, Balotelli se voit offrir plus de temps de jeu sans réussir à trouver le chemin des filets et son club ne parvient pas à se qualifier pour les compétitions européennes et échoue en finale de la Coupe d'Italie contre le rival de la Juventus Turin sur un but en prolongations (0-1). Sur le plan personnel, Mario Balotelli n'a pas réussi à se relancer disputant 23 matchs pour 3 buts dont un seul en 20 rencontres de Serie A et manque donc l'Euro 2016.

#### Arrivée en France à l'OGC Nice

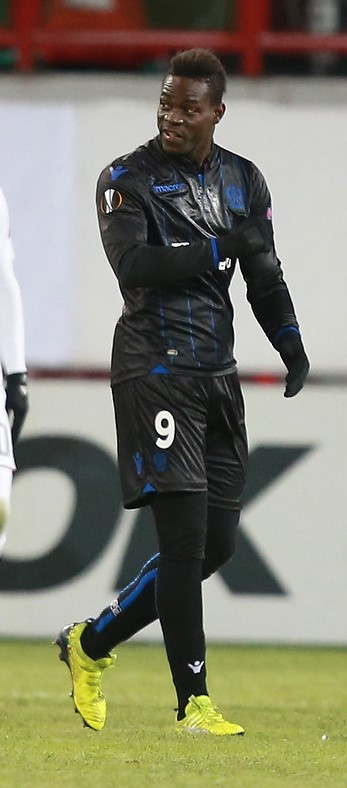
Mario Balotelli sous les couleurs de l'OGC Nice.

##### Saison 2016-2017
Le 31 août 2016, le dernier jour du mercato estival, Balotelli signe un contrat avec l'OGC Nice. Le montant du transfert est gardé secret par les deux parties mais rapporté comme faible, voire nul. Principale attraction du début de saison et au centre de toutes les attentions,, il réussit finalement ses débuts à Nice face à l'Olympique de Marseille en inscrivant un doublé — inscrivant ainsi en un match autant de buts que lors des deux saisons précédentes combinées — à l'occasion de la victoire des siens (3-2). Laissé au repos pour le déplacement à Montpellier, il inscrit un doublé lors du match capital face à Monaco lors de la journée suivante, permettant aux Niçois de remporter ce derby de la Côte d'Azur (4-0). Cette victoire permet aux « Aiglons » de prendre la tête du championnat pour la première fois depuis 2003. En Ligue Europa, il marque son premier but lors de la seconde journée sur la pelouse du club russe de Krasnodar, malgré la lourde défaite (5-2). Laissé de nouveau au repos pour le déplacement à Nancy, il récidive lors de la journée suivante face à Lorient en marquant dans les dernières minutes et en donnant la victoire aux siens (2-1). Il écope d'un carton rouge lors de ce match (deuxième jaune) après une altercation avec un défenseur lorientais. Ce deuxième jaune a été annulé par la commission et annule l'exclusion de l'attaquant qui joue finalement le match décisif face à l'Olympique lyonnais (2-0), sans toutefois marquer. À la suite de ce match, il est blessé durant deux semaines. Il fait son retour contre Nantes, marquant une nouvelle fois un but lors de la large victoire du club (4-1). Il termine la saison 2016-2017 avec 17 buts à son compteur toutes compétitions confondues.

##### Saison 2017-2018
Malgré une blessure musculaire en début de saison, il inscrit un total de 26 réalisations (dont 18 buts en 28 matches de Ligue 1) l'un de ses meilleurs totaux en championnat depuis le début de sa carrière. Grâce à ces performances, il est de nouveau sélectionné en équipe d'Italie par le sélectionneur Roberto Mancini son ancien coach de l'Inter de Milan.

#### Passage par l'Olympique de Marseille
Perturbé par une histoire de transfert durant l'été 2018, il reste finalement chez les Aiglons qui comptent sur l'arrivée de Patrick Vieira au poste d'entraîneur, son ancien coéquipier à Manchester City. Cependant, il n'inscrit aucun but avec le club azuréen et finit même par être écarté à plusieurs reprises du groupe professionnel. Il finit, après rupture de son contrat avec l'OGC Nice, par rejoindre l'Olympique de Marseille le 23 janvier 2019 durant le mercato hivernal, pour une durée de six mois. Lors de la conférence de présentation, il se dit « comme » les Marseillais et espère ne pas les décevoir : « J’espère qu’ils seront contents de ce que je vais faire. Je veux leur procurer du bonheur. J’espère qu’ils vont venir au stade, nombreux et qu’ils nous supporteront comme quand je venais jouer avec Nice ». Entré en jeu à la 73e minute de jeu, il inscrit son premier but sous les couleurs marseillaises pour son premier match dans le temps additionnel lors de la défaite des Olympiens face au LOSC Lille (1-2) à l'Orange Vélodrome.

#### Retour en Italie au Brescia Calcio
Libre depuis son départ de l'Olympique de Marseille, Balotelli dit vouloir réfléchir à son nouveau club, plusieurs clubs de championnats exotiques tels que l'Arabie saoudite ou le Qatar, voire la Chine, s'intéressent à l'attaquant, mais sans suite puisque l'intéressé revient en Italie a Brescia.
Le début de saison est prometteur ; Balotelli semble plus calme que précédemment et se fait rapidement une place au sein de l'attaque. Cependant il se blesse, rate des matchs et perd petit à petit sa place de titulaire ainsi que son sérieux. Il finit finalement la saison avec 19 matchs joués et 5 buts.

#### AC Monza
Le 7 décembre 2020, Balotelli s'engage pour une saison en faveur de l'AC Monza, qui évolue en Serie B, et y retrouve Kevin-Prince Boateng, son ancien coéquipier à l'AC Milan.
Il marque son premier but dès son premier match le 30 décembre et contribue à une victoire 3-0 face à Salernitana, leader du championnat.

#### Adana Demirspor
Le 7 juillet 2021, libre de tout contrat, il s'engage pour trois ans avec le club turc de l'Adana Demirspor.
Lors de sa première saison dans l'élite du football Turc, Super Mario marque 18 buts en championnat (en 31 rencontres), dont un quintuplé historique le 22 mai 2022 contre Göztepe. Il est le premier footballeur à réaliser une telle performance dans le championnat turc depuis 2011. Il inscrit d'ailleurs ce jour-là un but exceptionnel, sept passements de jambes suivis d'un coup du foulard parfaitement exécuté. Il dispute également deux matchs de coupes et marque un but pour un total de 19 réalisations pendant la saison 2021-2022.

#### FC Sion
Le 31 août 2022, il s'engage pour deux saisons avec le FC Sion. Son salaire brut serait d'environ 2.8 millions de francs.
Entre scandales (notamment en accusant la Ligue de « mafia » et en faisant des doigts d'honneur aux supporters du FC Bâle), sorties alcoolisées et violentes, mensonges, fast-foods, retrait de permis, statistiques médiocres, nonchalance sur le terrain et sanctions internes, son aventure suisse ne reste pas sans critiques, notamment celles de Michel Pont.
En février 2023, en plein match, un maillot de l'Italien est brûlé par certains supporters sédunois. À l'été 2023, le FC Sion souhaite déjà le transférer, mais sans succès. À la mi-septembre 2023, le président du club confirme que les deux parties ont trouvé un accord de « manière courtoise » pour résilier le contrat du joueur.

#### Retour à l'Adana Demirspor
Le 15 septembre 2023, le retour de Balotelli à l'Adana Demirspor est officialisé, un peu plus d'un an après son départ du club. Il paraphe un contrat d'une saison, avec une autre en option.

#### Genoa
Le 28 octobre 2024, Balotelli a signé un contrat jusqu'à la fin de la saison avec le club de Serie A, le Genoa. Il a fait ses débuts pour le club lors de la victoire 1-0 contre Parme le 4 novembre.

### Carrière internationale

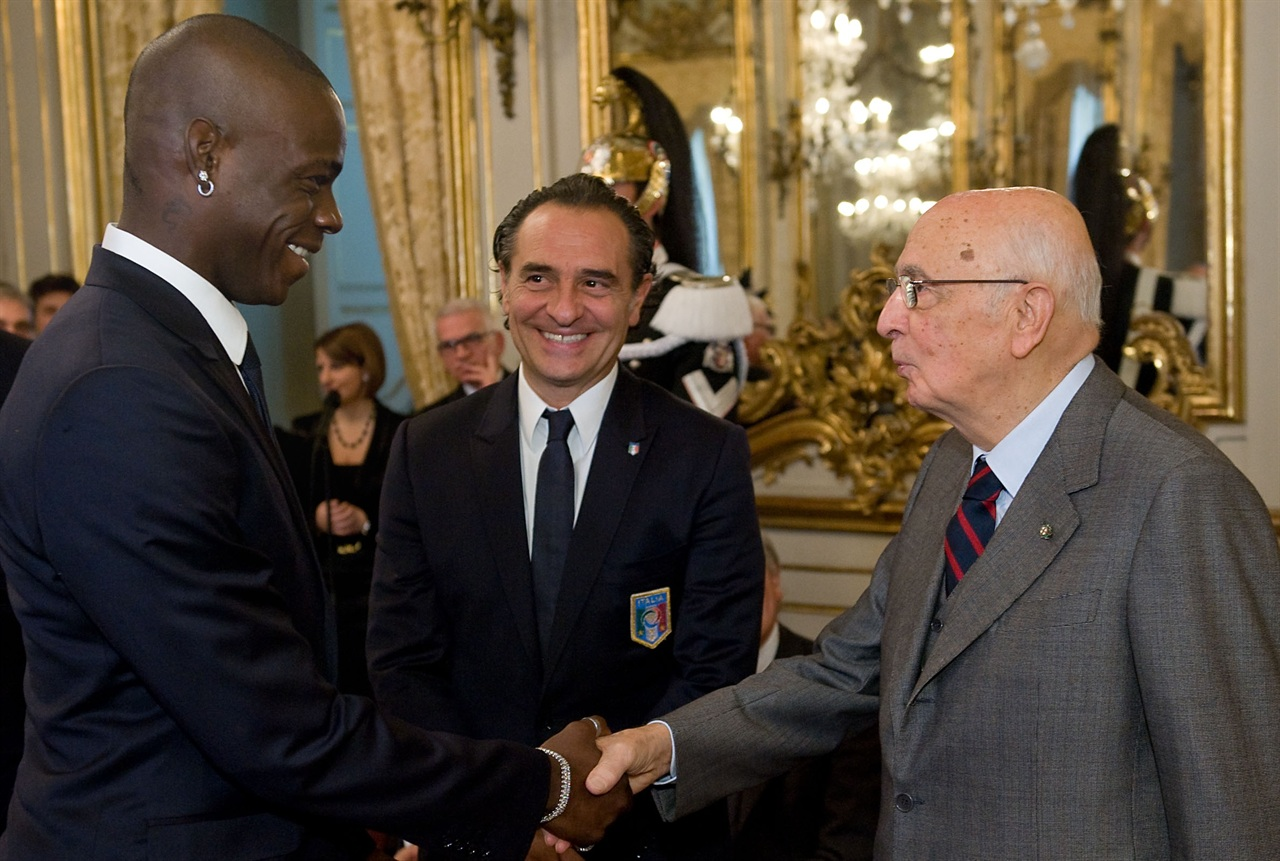
Mario Balotelli et Cesare Prandelli rencontrent le président italien Giorgio Napolitano.

Après avoir refusé de jouer pour la sélection ghanéenne, Balotelli est appelé en équipe d'Italie espoirs après avoir obtenu la nationalité italienne le 12 août 2008, jour de ses 18 ans. Le 5 septembre 2008 contre la Grèce, Balotelli fait ses débuts au sein de l'équipe d'Italie espoirs, à seulement 18 ans et 24 jours, il y marque son premier but. Il dispute en tout 14 matchs avec les espoirs et y inscrit 6 buts.
En décembre 2009, le sélectionneur des Black Stars du Ghana, Milovan Rajevac, déclare vouloir convaincre Balotelli de rejoindre la sélection ghanéenne avec comme garantie une place de titulaire à la Coupe du monde 2010. Il refuse une nouvelle fois, sa volonté étant de jouer pour l'Italie. Il déclare même : « Sono italiano, mi sento italiano, giocherò sempre con la Nazionale italiana » (je suis Italien, je me sens Italien, je jouerai toujours avec l'équipe nationale italienne).
Le 10 août 2010, il est sélectionné pour la première fois en équipe d'Italie pour jouer contre la Côte d'Ivoire à Londres dans un match amical où l'Italie s'inclina (0-1), tandis qu'il marque son premier but en sélection le 11 novembre 2011, contre la Pologne. Ces deux dates historiques sont inscrites dans l'histoire du football italien comme étant celles où pour la première fois, un joueur noir va revêtir le maillot de la Squadra Azzurra, et où un buteur noir marque en sélection. Il joue ses premiers matchs des éliminatoires de l'Euro 2012 face aux Îles Féroé (0-1) et la Slovénie (1-0)  qui se soldent par deux victoires importantes pour la qualification.

#### Euro 2012

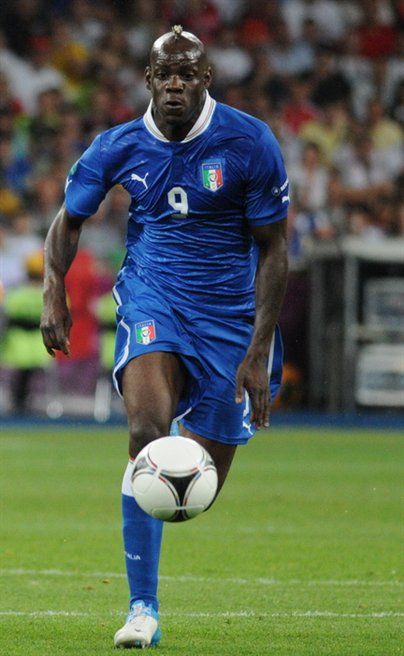
Mario Balotelli sous le maillot de la Squadra Azzurra lors de l'Euro 2012.

Avant d'attaquer la compétition, l'Italie reçoit la Russie et se fait étriller (3-0).
Après deux matchs nuls très solides face à l'Espagne (1-1) puis la Croatie (1-1), Mario se fait remarquer lors du match face à l'Irlande au cours duquel il marque une première fois en phase de poules d'un retourné acrobatique (2-0). Deuxième de son groupe, l'Italie de Balotelli dont il mène l'attaque doit faire face à Angleterre de ses coéquipiers à Manchester City, Joe Hart, Joleon Lescott et James Milner. Après un match âpre qui se termine sur le score de (0-0), Balotelli est le premier à s'élancer dans la série de tirs au but dont l’Italie sort gagnante (4-2). En demi-finale, se dresse l'un des deux favoris de la compétition, l'Allemagne. Mario Balotelli étale tout son talent en signant un doublé (2-1) et marque les esprits par sa célébration où il retire son maillot avant de contracter ses muscles. Émoussés, les Italiens subissent une sévère correction par l’Espagne, champion d'Europe et champion du monde en titre en finale et s'inclinent par (4-0).

#### Coupe des confédérations 2013
Balotelli et les siens entament la compétition face au Mexique. Très actif mais non récompensé, l'attaquant insiste et finit par donner la victoire à l'Italie sur un but tout en puissance à cinq minutes de la fin de la rencontre (1-2). Après avoir été menée (0-2) puis (1-2) par le Japon à la mi-temps, la Squadra Azzurra égalise au retour des vestiaires puis prendre l'avantage dans la foulée sur un penalty de Super Mario avant de se faire rattraper pour finalement s'imposer (4-3) en fin de partie. Déjà qualifiés, tout comme leur adversaire du soir, Balotelli et ses coéquipiers affrontent l'hôte brésilien dans un match où le seul enjeu est la première place du groupe pour éviter les redoutables espagnols en demi-finale. Malmenés, les Italiens sont rapidement menés au score avant d'égaliser par Emanuele Giaccherini après une magnifique aile de pigeon aérienne de Balotelli. Emmenés par un Neymar une nouvelle fois excellent, les locaux vont reprendre l'avantage par ce dernier avant de creuser l'écart puis de sceller la victoire par un doublé de Fred malgré la réduction du score italienne entretemps, sur laquelle l'attaquant de l'AC Milan est encore impliqué (2-4). Touché au quadriceps gauche dans un contact avec David Luiz qui ne l'a pas ménagé durant la rencontre, Mario Balotelli voit sa compétition s'arrêter après le dernier match de poule devant renoncer pour la demi-finale contre l'Espagne où les siens s'inclinent aux tirs au but (0-0 ap, 7-6 tab), mais aussi pour la petite finale qui verra ses coéquipiers s'imposer contre l'Uruguay grâce notamment aux trois tirs-au-but stoppés par son gardien, Gianluigi Buffon (2-2 ap, 2-3 tab).

#### Coupe du monde 2014
L'attaquant italien fait partie des vingt-trois joueurs sélectionnés pour la Coupe du monde 2014. La Squadra Azzurra, dans le groupe de la mort entame son tournoi contre l'Angleterre où Super Mario donne la victoire aux siens en marquant un but de la tête à la 50e minute, mettant ainsi fin à 8 mois sans avoir marqué pour son pays (1-2). Il commence également la rencontre face à la surprenante équipe du Costa Rica, tombeuse (1-3) de l'Uruguay lors de son premier match et les Italiens tombent également dans le piège et s'inclinent (1-0). La dernière rencontre face à l'Uruguay est donc déterminante pour la suite du parcours italien dans la compétition mais Balotelli passe à côté de son match et est même remplacé par Marco Parolo à la mi-temps d'une partie qui est la dernière de cette compétition pour les hommes de Cesare Prandelli (0-1), éliminés dès les phases de groupes.

#### Non-sélection (2014-2018)
Le nouvel entraîneur de l'Italie Antonio Conte ne l'a convoqué qu'à une seule reprise, en novembre 2014 pour des matchs face à la Croatie (Éliminatoires Euro 2016) et face à l'Albanie (amical), mais Balotelli blessé au muscle ischio-jambier, n'a pas pu répondre présent. Après une saison médiocre à Milan, tant d'un point de vue individuel (3 buts et 1 passe décisive en 23 matchs) que collectif (le club termine 7e du calcio et échoue à se qualifier pour une compétition européenne pour la deuxième saison d'affilée), Conte ne le retient pas dans sa liste des 23 joueurs qui disputeront l'Euro 2016 en France,.
Le successeur de Conte, Gian Piero Ventura, ne le sélectionne pas. Se privant ainsi Mario Balotelli pour les éliminatoires de la Coupe du monde 2018, l'entraîneur échoue à qualifier la Squadra pour le mondial en Russie, une première depuis 1958. Limogé après ce tollé, son successeur par intérim, Luigi Di Biagio, devait rappeler Balotelli en équipe nationale, mais ne l'as finalement pas fait.

#### Retour (2018)
Balotelli doit attendre l'arrivée de Roberto Mancini à la tête de la Squadra Azzurra pour être de nouveau sélectionné. Le 28 mai 2018, il est titulaire lors de la victoire face à l'Arabie saoudite (2-1) en match amical, match durant lequel il ouvre le score d'une superbe frappe des vingts mètres après vingt-et-une minutes de jeu seulement. Balotelli dédie son premier but avec la Squadra depuis quatre ans à son ancien coéquipier en sélection Davide Astori, décédé plus tôt dans l'année et dont la mort a beaucoup affectée la Serie A.

## Style de jeu

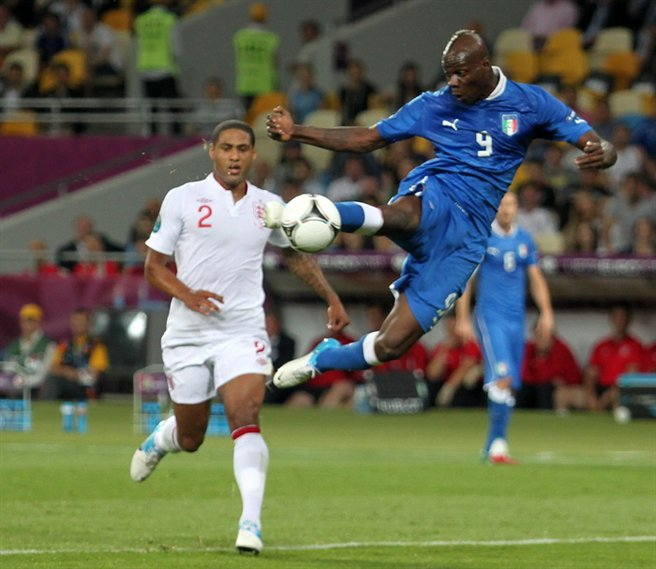
Balotelli avec l'équipe d'Italie pendant l'Euro 2012.

Puissant, rapide et pourvu d'une grande qualité technique individuelle malgré son attitude parfois désinvolte souvent critiquée, Balotelli peut jouer sur tous les fronts de l'attaque. Super Mario — comme il est surnommé— est également un spécialiste des phases arrêtées, que ce soit sur coup franc ou sur pénalty (il n'en a manqué que deux depuis le début de sa carrière). Il peut jouer dans différents postes comme sur le front offensif, mais il est plus souvent utilisé comme attaquant ou comme un ailier.
En 2010, il fait partie de la liste des meilleurs joueurs nés après 1989, compilés par le magazine espagnol Don Balón.

## Statistiques

### En club
| Saison                | Club                   | Championnat           | Championnat | Championnat | Coupe nationale | Coupe nationale | Coupe de la Ligue | Coupe de la Ligue | Supercoupe | Supercoupe | Compétition(s) continentale(s) | Compétition(s) continentale(s) | Compétition(s) continentale(s) | Italie | Italie | Total | Total |
| Saison                | Club                   | Division              | M.          | B.          | M.              | B.              | M.                | B.                | M.         | B.         | Comp.                          | M.                             | B.                             | M.     | B.     | M.    | B.    |
| 2005-2006             | AC Lumezzane           | Serie C1              | 2           | 0           | -               | -               | -                 | -                 | -          | -          | -                              | -                              | -                              | -      | -      | 2     | 0     |
| 2007-2008             | Inter Milan            | Serie A               | 11          | 3           | 4               | 4               | -                 | -                 | -          | -          | -                              | -                              | -                              | -      | -      | 15    | 7     |
| 2008-2009             | Inter Milan            | Serie A               | 22          | 8           | 2               | 0               | -                 | -                 | 1          | 1          | C1                             | 6                              | 1                              | -      | -      | 31    | 10    |
| 2009-2010             | Inter Milan            | Serie A               | 26          | 9           | 5               | 1               | -                 | -                 | 1          | 0          | C1                             | 8                              | 1                              | -      | -      | 40    | 11    |
| Sous-total            | Sous-total             | Sous-total            | 59          | 20          | 11              | 5               | -                 | -                 | 2          | 1          | -                              | 14                             | 2                              | -      | -      | 86    | 28    |
| 2010-2011             | Manchester City        | Premier League        | 17          | 6           | 5               | 1               | -                 | -                 | -          | -          | C3                             | 6                              | 3                              | 1      | 0      | 29    | 10    |
| 2011-2012             | Manchester City        | Premier League        | 23          | 13          | -               | -               | 2                 | 1                 | 1          | 0          | C1+C3                          | 3+3                            | 2+1                            | 12     | 4      | 44    | 21    |
| 2012-2013             | Manchester City        | Premier League        | 14          | 1           | 1               | 0               | 1                 | 1                 | -          | -          | C1                             | 4                              | 1                              | 2      | 1      | 22    | 4     |
| Sous-total            | Sous-total             | Sous-total            | 54          | 20          | 6               | 1               | 3                 | 2                 | 1          | 0          | -                              | 16                             | 7                              | 16     | 5      | 96    | 35    |
| 2012-2013             | AC Milan               | Serie A               | 13          | 12          | -               | -               | -                 | -                 | -          | -          | C1                             | -                              | -                              | 9      | 5      | 22    | 17    |
| 2013-2014             | AC Milan               | Serie A               | 30          | 14          | 1               | 1               | -                 | -                 | -          | -          | C1                             | 10                             | 3                              | 8      | 3      | 49    | 21    |
| Sous-total            | Sous-total             | Sous-total            | 43          | 26          | 1               | 1               | -                 | -                 | -          | -          | -                              | 10                             | 3                              | 17     | 8      | 71    | 38    |
| 2014-2015             | Liverpool FC           | Premier League        | 16          | 1           | 4               | 0               | 3                 | 1                 | -          | -          | C1+C3                          | 3+2                            | 1+1                            | -      | -      | 28    | 4     |
| 2015-2016             | AC Milan (prêt)        | Serie A               | 20          | 1           | 3               | 2               | -                 | -                 | -          | -          | -                              | -                              | -                              | -      | -      | 23    | 3     |
| 2016-2017             | OGC Nice               | Ligue 1               | 23          | 15          | -               | -               | 1                 | 1                 | -          | -          | C3                             | 4                              | 1                              | -      | -      | 28    | 17    |
| 2017-2018             | OGC Nice               | Ligue 1               | 28          | 18          | -               | -               | 1                 | 1                 | -          | -          | C1+C3                          | 2+7                            | 1+6                            | 2      | 1      | 40    | 27    |
| 2018-2019             | OGC Nice               | Ligue 1               | 10          | 0           | -               | -               | -                 | -                 | -          | -          | -                              | -                              | -                              | 1      | 0      | 11    | 0     |
| Sous-total            | Sous-total             | Sous-total            | 61          | 33          | -               | -               | 2                 | 2                 | -          | -          | -                              | 13                             | 8                              | 3      | 1      | 79    | 44    |
| 2018-2019             | Olympique de Marseille | Ligue 1               | 15          | 8           | -               | -               | -                 | -                 | -          | -          | -                              | -                              | -                              | -      | -      | 15    | 8     |
| 2019-2020             | AC Brescia             | Serie A               | 19          | 5           | -               | -               | -                 | -                 | -          | -          | -                              | -                              | -                              | -      | -      | 19    | 5     |
| 2020-2021             | AC Monza               | Serie B               | 14          | 6           | -               | -               | -                 | -                 | -          | -          | -                              | -                              | -                              | -      | -      | 14    | 6     |
| 2021-2022             | Adana Demirspor        | Süper Lig             | 31          | 18          | 2               | 1               | -                 | -                 | -          | -          | -                              | -                              | -                              | -      | -      | 33    | 19    |
| 2022-2023             | Adana Demirspor        | Süper Lig             | 2           | 0           | -               | -               | -                 | -                 | -          | -          | -                              | -                              | -                              | -      | -      | 2     | 0     |
| Sous-total            | Sous-total             | Sous-total            | 33          | 18          | 2               | 1               | -                 | -                 | -          | -          | -                              | -                              | -                              | -      | -      | 35    | 19    |
| 2022-2023             | FC Sion                | Super League          | 18          | 6           | 1               | 0               | -                 | -                 | -          | -          | -                              | -                              | -                              | -      | -      | 19    | 6     |
| 2023-2024             | Adana Demirspor        | Süper Lig             | 16          | 7           | -               | -               | -                 | -                 | -          | -          | -                              | -                              | -                              | -      | -      | 16    | 7     |
| 2024-2025             | Genoa CFC              | Serie A               | 6           | 0           | -               | -               | -                 | -                 | -          | -          | -                              | -                              | -                              | -      | -      | 6     | 0     |
| Total sur la carrière | Total sur la carrière  | Total sur la carrière | 369         | 151         | 28              | 10              | 8                 | 5                 | 3          | 1          | -                              | 58                             | 22                             | 36     | 14     | 502   | 203   |

### Matchs internationaux
| Matchs internationaux de Mario Balotelli | Matchs internationaux de Mario Balotelli | Matchs internationaux de Mario Balotelli    | Matchs internationaux de Mario Balotelli | Matchs internationaux de Mario Balotelli | Matchs internationaux de Mario Balotelli | Matchs internationaux de Mario Balotelli                                                            |
| 0                                        | Date                                     | Lieu                                        | Adversaire                               | Score                                    | Compétition                              | Commentaires                                                                                        |
| ---------------------------------------- | ---------------------------------------- | ------------------------------------------- | ---------------------------------------- | ---------------------------------------- | ---------------------------------------- | --------------------------------------------------------------------------------------------------- |
| 1                                        | 10 août 2010                             | Boleyn Ground, Londres, Angleterre          | Côte d'Ivoire                            | 0 - 1                                    | Match amical                             | Titulaire et remplacé par Fabio Quagliarella à la 59e minute de jeu.                                |
| 2                                        | 17 novembre 2010                         | Hypo Group Arena, Klagenfurt, Autriche      | Roumanie                                 | 1 - 1                                    | Match amical                             | Titulaire et remplacé par Fabio Quagliarella à la 61e minute de jeu.                                |
| 3                                        | 10 août 2011                             | Stade San Nicola, Bari, Italie              | Espagne                                  | 2 - 1                                    | Match amical                             | Entre en jeu à la place d'Antonio Cassano à la 59e minute de jeu.                                   |
| 4                                        | 2 septembre 2011                         | Tórsvøllur, Torshavn, Îles Féroé            | Îles Féroé                               | 0 - 1                                    | Éliminatoires Euro 2012                  | Entre en jeu à la place d'Antonio Cassano à la 83e minute de jeu.                                   |
| 5                                        | 6 septembre 2011                         | Stade Artemio-Franchi, Florence, Italie     | Slovénie                                 | 1 - 0                                    | Éliminatoires Euro 2012                  | Entre en jeu à la place de Riccardo Montolivo à la 76e minute de jeu.                               |
| 6                                        | 11 novembre 2011                         | Stade municipal, Wrocław, Pologne           | Pologne                                  | 0 - 2                                    | Match amical                             | Titulaire (buteur à la 30e minute).                                                                 |
| 7                                        | 15 novembre 2011                         | Stade olympique, Rome, Italie               | Uruguay                                  | 0 - 1                                    | Match amical                             | Titulaire.                                                                                          |
| 8                                        | 1er juin 2012                            | Stade du Letzigrund, Zurich, Suisse         | Russie                                   | 0 - 3                                    | Match amical                             | Titulaire.                                                                                          |
| 9                                        | 10 juin 2012                             | PGE Arena, Gdańsk, Pologne                  | Espagne                                  | 1 - 1                                    | Euro 2012                                | Titulaire et remplacé par Antonio Di Natale à la 57e minute de jeu.                                 |
| 10.                                      | 14 juin 2012                             | Stade municipal, Poznań, Pologne            | Croatie                                  | 1 - 1                                    | Euro 2012                                | Titulaire et remplacé par Antonio Di Natale à la 69e minute de jeu.                                 |
| 11                                       | 18 juin 2012                             | Stade municipal, Poznań, Pologne            | République d'Irlande                     | 2 - 0                                    | Euro 2012                                | Entre en jeu à la place d'Antonio Di Natale à la 74e minute de jeu (buteur à la 90e minute).        |
| 12                                       | 24 juin 2012                             | Stade olympique, Kiev, Ukraine              | Angleterre                               | 0 - 0 ap 2 - 4 tab                       | Euro 2012                                | Titulaire.                                                                                          |
| 13                                       | 28 juin 2012                             | Stade national, Varsovie, Pologne           | Allemagne                                | 1 - 2                                    | Euro 2012                                | Titulaire et remplacé par Antonio Di Natale à la 70e minute de jeu (buteur à la 20e et 36e minutes. |
| 14                                       | 1er juillet 2012                         | Stade olympique, Kiev, Ukraine              | Espagne                                  | 4 - 0                                    | Euro 2012                                | Titulaire.                                                                                          |
| 15                                       | 16 octobre 2012                          | Stade San Siro, Milan, Italie               | Danemark                                 | 3 - 1                                    | Éliminatoires Coupe du monde 2014        | Titulaire et remplacé par Mattia Destro à la 89e minute de jeu (buteur à la 54e minute).            |
| 16                                       | 14 novembre 2012                         | Stade Ennio-Tardini, Parme, Italie          | France                                   | 1 - 2                                    | Match amical                             | Titulaire.                                                                                          |
| 17                                       | 6 février 2013                           | Amsterdam Arena, Amsterdam, Pays-Bas        | Pays-Bas                                 | 1 - 1                                    | Match amical                             | Titulaire et remplacé par Daniel Osvaldo à la 61e minute de jeu.                                    |
| 18                                       | 21 mars 2013                             | Stade de Genève, Genève, Suisse             | Brésil                                   | 2 - 2                                    | Match amical                             | Titulaire et remplacé par Alberto Gilardino à la 83e minute de jeu (buteur à la 57e minute).        |
| 19                                       | 26 mars 2013                             | Ta' Qali Stadium, L-Imdina, Malte           | Malte                                    | 0 - 2                                    | Éliminatoires Coupe du monde 2014        | Titulaire et remplacé par Alberto Gilardino à la 86e minute de jeu (buteur à la 8e et 45e minutes). |
| 20                                       | 31 mai 2013                              | Stade Renato-Dall'Ara, Bologne, Italie      | Saint-Marin                              | 4 - 0                                    | Match amical                             | Entre en jeu à la place d'Alberto Gilardino à la 50e minute de jeu.                                 |
| 21                                       | 7 juin 2013                              | Generali Arena, Prague, République tchèque  | Tchéquie                                 | 0 - 0                                    | Éliminatoires Coupe du monde 2014        | Titulaire (expulsé à la 72e minute pour avoir reçu un deuxième carton jaune).                       |
| 22                                       | 11 juin 2013                             | Stade São Januário, Rio de Janeiro, Brésil  | Haïti                                    | 2 - 2                                    | Match amical                             | Entre en jeu à la place d'Alberto Gilardino à la 54e minute de jeu.                                 |
| 23                                       | 16 juin 2013                             | Stade Maracanã, Rio de Janeiro, Brésil      | Mexique                                  | 1 - 2                                    | Coupe des confédérations 2013            | Titulaire et remplacé par Alberto Gilardino à la 86e minute de jeu (buteur à la 78e minute).        |
| 24                                       | 19 juin 2013                             | Arena Pernambuco, Recife, Brésil            | Japon                                    | 4 - 3                                    | Coupe des confédérations 2013            | Titulaire (buteur à la 52e minute).                                                                 |
| 25                                       | 22 juin 2013                             | Arena Fonte Nova, Salvador de Bahia, Brésil | Brésil                                   | 2 - 4                                    | Coupe des confédérations 2013            | Titulaire.                                                                                          |
| 26                                       | 10 septembre 2013                        | Juventus Stadium, Turin, Italie             | Tchéquie                                 | 2 - 1                                    | Éliminatoires Coupe du monde 2014        | Titulaire (buteur à la 54e minute).                                                                 |
| 27                                       | 15 octobre 2013                          | Stade San Paolo, Naples, Italie             | Arménie                                  | 2 - 2                                    | Éliminatoires Coupe du monde 2014        | Entre en jeu à la place d'Daniel Osvaldo à la 54e minute de jeu (buteur à la 76e minute).           |
| 28                                       | 15 novembre 2013                         | Stade San Siro, Milan, Italie               | Allemagne                                | 1 - 1                                    | Match amical                             | Titulaire.                                                                                          |
| 29                                       | 18 novembre 2013                         | Craven Cottage, Londres, Angleterre         | Nigeria                                  | 2 - 2                                    | Match amical                             | Titulaire.                                                                                          |
| 30                                       | 4 juin 2014                              | Stade Renato-Curi, Pérouse, Italie          | Luxembourg                               | 1 - 1                                    | Match amical                             | Titulaire et remplacé par Alessio Cerci à la 79e minute de jeu.                                     |
| 31                                       | 14 juin 2014                             | Arena da Amazônia, Manaus, Brésil           | Angleterre                               | 1 - 2                                    | Coupe du monde 2014                      | Titulaire et remplacé par Ciro Immobile à la 73e minute de jeu (buteur à la 50e minute).            |
| 32                                       | 20 juin 2014                             | Itaipava Arena Pernambuco, Recife, Brésil   | Costa Rica                               | 0 - 1                                    | Coupe du monde 2014                      | Titulaire.                                                                                          |
| 33                                       | 24 juin 2014                             | Arena das Dunas, Natal, Brésil              | Uruguay                                  | 0 - 1                                    | Coupe du monde 2014                      | Titulaire et remplacé par Marco Parolo à la mi-temps.                                               |
| 34                                       | 28 mai 2018                              | Kybunpark, Saint-Gall, Suisse               | Arabie saoudite                          | 2 - 1                                    | Match amical                             | Titulaire et remplacé par Andrea Belotti à la 58e minute de jeu.                                    |
| 35                                       | 1er juin 2018                            | Allianz Riviera, Nice, France               | France                                   | 3 - 1                                    | Match amical                             | Titulaire et remplacé par Andrea Belotti à la 87e minute de jeu.                                    |
| 36                                       | 7 septembre 2018                         | Stade Renato-Dall'Ara, Bologne, Italie      | Pologne                                  | 1 - 1                                    | Ligue des nations                        | Titulaire et remplacé par Andrea Belotti à la 61e minute de jeu.                                    |

### Buts internationaux
| 0     | Date | Lieu | Compétition | Résultat | Adversaire | Détail | Détail | Détail | Sél. |
| ----- | --- | --- | --- | --- | --- | --- | --- | --- | --- |
| 1er   | 11 novembre 2011 | Stade municipal, Wrocław, Pologne                                                                                           | Match amical | V 0-2 | Pologne | 30e | du pied droit | 0-1 | 6e |
| 2e    | 18 juin 2012 | Stade municipal, Poznań, Pologne                                                                                            | Premier tour de l'Euro 2012                                                                                                 | V 2-0 | République d'Irlande | 90e | du pied droit | 2-0 | 11e |
| 3e    | 28 juin 2012 | Stade national, Varsovie, Pologne                                                                                           | Demi-finale de l'Euro 2012                                                                                                  | V 1-2 | Allemagne | 20e | de la tête | 0-1 | 13e |
| 4e    | 28 juin 2012 | Stade national, Varsovie, Pologne                                                                                           | Demi-finale de l'Euro 2012                                                                                                  | V 1-2 | Allemagne | 36e | du pied droit | 0-2 | 13e |
| 5e    | 16 octobre 2012 | Stade San Siro, Milan, Italie                                                                                               | Éliminatoires Coupe du monde 2014                                                                                           | V 3-1 | Danemark | 54e | du pied droit | 3-1 | 15e |
| 6e    | 21 mars 2013 | Stade de Genève, Lancy, Suisse                                                                                              | Match amical | N 2-2 | Brésil | 57e | du pied droit | 2-2 | 18e |
| 7e    | 26 mars 2013 | Ta' Qali Stadium, Ħ'Attard, Malte                                                                                           | Éliminatoires Coupe du monde 2014                                                                                           | V 0-2 | Malte | 8e | s.p du pied droit | 0-1 | 19e |
| 8e    | 26 mars 2013 | Ta' Qali Stadium, Ħ'Attard, Malte                                                                                           | Éliminatoires Coupe du monde 2014                                                                                           | V 0-2 | Malte | 45e | du pied droit | 0-2 | 19e |
| 9e    | 16 juin 2013 | Stade Maracanã, Rio de Janeiro, Brésil                                                                                      | Premier tour de la Coupe des confédérations 2013                                                                            | V 1-2 | Mexique | 78e | du pied droit | 1-2 | 23e |
| 10e   | 19 juin 2013 | Itaipava Arena Pernambuco, Recife, Brésil                                                                                   | Premier tour de la Coupe des confédérations 2013                                                                            | V 4-3 | Japon | 52e | s.p du pied droit | 3-2 | 24e |
| 11e   | 10 septembre 2013 | Juventus Stadium, Turin, Italie                                                                                             | Éliminatoires Coupe du monde 2014                                                                                           | V 2-1 | Tchéquie | 54e | s.p du pied droit | 2-1 | 26e |
| 12e   | 10 septembre 2013 | Stade San Paolo, Naples, Italie                                                                                             | Éliminatoires Coupe du monde 2014                                                                                           | N 2-2 | Arménie | 76e | du pied droit | 2-2 | 27e |
| 13e   | 14 juin 2014 | Arena Amazônia, Manaus, Brésil                                                                                              | Premier tour de la Coupe du monde 2014                                                                                      | V 1-2 | Angleterre | 50e | de la tête | 1-2 | 31e |
| 14e   | 28 mai 2018 | Kybunpark, Saint-Gall, Suisse                                                                                               | Match amical | V 2-1 | Arabie saoudite | 21e | du pied droit | 1-0 | 34e |
| Total | 14 buts (12 du pied droit et 2 de la tête), dont 3 penaltys, en 36 sélections entre le 10 août 2010 et le 7 septembre 2018. | 14 buts (12 du pied droit et 2 de la tête), dont 3 penaltys, en 36 sélections entre le 10 août 2010 et le 7 septembre 2018. | 14 buts (12 du pied droit et 2 de la tête), dont 3 penaltys, en 36 sélections entre le 10 août 2010 et le 7 septembre 2018. | 14 buts (12 du pied droit et 2 de la tête), dont 3 penaltys, en 36 sélections entre le 10 août 2010 et le 7 septembre 2018. | 14 buts (12 du pied droit et 2 de la tête), dont 3 penaltys, en 36 sélections entre le 10 août 2010 et le 7 septembre 2018. | 14 buts (12 du pied droit et 2 de la tête), dont 3 penaltys, en 36 sélections entre le 10 août 2010 et le 7 septembre 2018. | 14 buts (12 du pied droit et 2 de la tête), dont 3 penaltys, en 36 sélections entre le 10 août 2010 et le 7 septembre 2018. | 14 buts (12 du pied droit et 2 de la tête), dont 3 penaltys, en 36 sélections entre le 10 août 2010 et le 7 septembre 2018. | 14 buts (12 du pied droit et 2 de la tête), dont 3 penaltys, en 36 sélections entre le 10 août 2010 et le 7 septembre 2018. |

## Palmarès

### En club
Mario Balotelli remporte ses premiers titres à l'Inter Milan en étant sacré Champion d'Italie dès la première saison et ratant de peu le doublé, s'inclinant en finale de Coupe d'Italie. Sa seconde saison débute par un second trophée, remportant la Supercoupe d'Italie et terminant par un nouveau titre de champion d'Italie mais sa meilleure saison sera sa troisième et dernière, remportant un troisième titre de champion en trois ans, doublé d'une Coupe d'Italie mais surtout il remporte la Ligue des Champions contre le Bayern Munich.
Parti à Manchester City, il remporte dès sa première saison, la Coupe d'Angleterre avant de s'incliner l'été suivant lors du Community Shield. Lors de sa seconde saison au club, il est sacré Champion d'Angleterre, se sera son dernier titre en club, terminant vice-champion d'Angleterre la saison suivant et s'inclinant en finale de Coupe d'Italie 2016 avec l'AC Milan.
Avec l'équipe d'Italie, il compte 36 sélections pour 14 buts et et est finaliste de l'Euro 2012. Il joue également la Coupe des confédérations 2013 où l'Italie termine troisième et la Coupe du monde 2014.
| Inter Milan (6) | Manchester City (2) | Milan AC                               | Italie                                                                                      |
| --- | --- | -------------------------------------- | ------------------------------------------------------------------------------------------- |
| - Ligue des champions de l'UEFA : - Vainqueur : 2010. - Championnat d'Italie : - Champion : 2008, 2009, 2010. - Coupe d'Italie : - Vainqueur : 2010. - Finaliste : 2008. - Supercoupe d'Italie : - Vainqueur : 2008. - Finaliste : 2009. | - Championnat d'Angleterre : - Champion : 2012. - Vice-champion : 2013. - Coupe d'Angleterre - Vainqueur : 2011. - Community Shield - Finaliste : 2011. | - Coupe d'Italie : - Finaliste : 2016. | - Championnat d'Europe : - Finaliste : 2012 - Coupe des confédérations : - Troisième : 2013 |

### Distinctions individuelles
- Co-meilleur buteur de la Coupe d'Italie 2007-2008 (4 buts) avec Vincenzo Iaquinta et Julio Ricardo Cruz
- Golden Boy (meilleur joueur de moins de 21 ans évoluant en Europe) en 2010[106]
- Co-meilleur buteur de l'Euro 2012 (3 buts) avec Fernando Torres, Mario Gómez, Alan Dzagoev, Mario Mandžukić et Cristiano Ronaldo
- Membre de l'équipe type de l'Euro 2012[107]
- Membre de l'équipe type de la Serie A en 2013[108]
- Membre de la quatrième équipe du FIFA/FIFPro World XI en 2013[109]
- Homme du match contre l'Angleterre lors de la Coupe du monde 2014
- Trophée UNFP du joueur du mois en mars 2019[110]
- 2ème meilleur buteur du Championnat de Turquie en 2022 (18 buts).

#### Classement au Ballon d'or
| Année | Classement | % des suffrages | Club            | Vainqueur              |
| ----- | ---------- | --------------- | --------------- | ---------------------- |
| 2012  | 23e        | 0,07 %          | Manchester City | Lionel Messi (41,60 %) |

## Vie personnelle

### Enfance
Né à Palerme le 12 août 1990, ses parents biologiques sont Thomas et Rose Barwuah, tous deux originaires du Ghana. Mario reste à l'hôpital pour soigner une malformation abdominale et attendre une famille d'adoption. Un an plus tard, il est simplement confié par le tribunal des mineurs à la famille Balotelli. Il est ainsi considéré comme apatride durant toute sa jeunesse jusqu'à obtenir la nationalité italienne à ses 18 ans. Confié à l’âge de deux ans aux Balotelli, une famille italienne de la banlieue de Brescia, Mario Balotelli a eu une enfance difficile. Il a longtemps souffert d'un conflit identitaire avec un déni de son pays d'origine et de ses parents d'origine. Interrogée à ce sujet par le magazine So Foot, son ancienne institutrice reconnaît qu’il était l’enfant « le plus perturbé que j’aie jamais eu » et ajoute : « il avait un problème d’identité évident ». Cependant le talent incontestable de Balotelli va lui permettre de gravir à grande vitesse les échelons du football mais aussi le contraindre à subir le racisme envers les footballeurs italiens noirs.

### Traits de personnalité

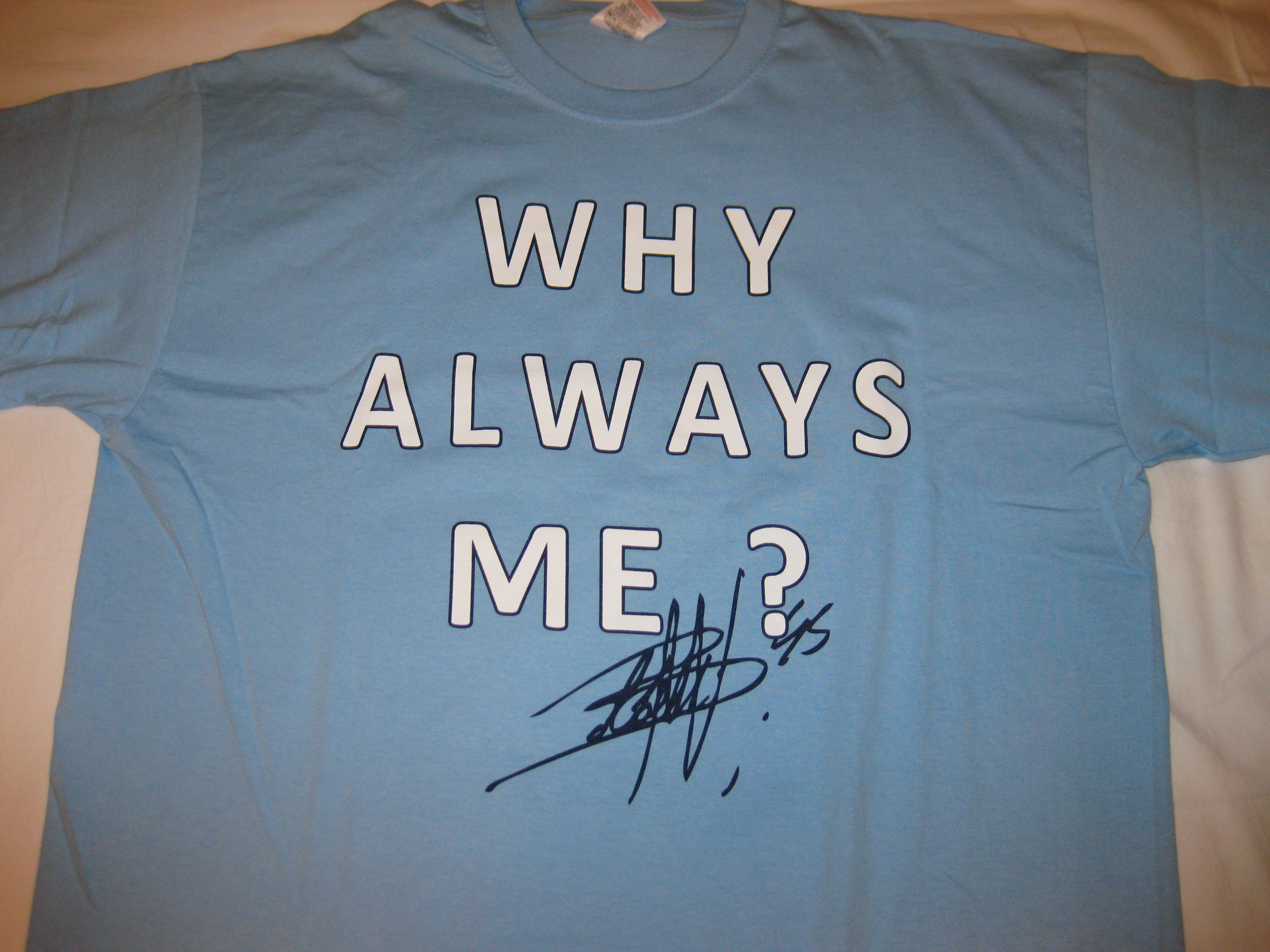
Un t-shirt signé par Mario Balotelli avec son fameux slogan : « Why always me? » (« Pourquoi toujours moi ? »).

Il a été décrit par José Mourinho comme « ingérable ». Bien que Balotelli nie être « fou » comme son mentor Roberto Mancini l'affirme souvent ironiquement, Balotelli admet qu'il « fait parfois d'étranges choses ». En 2010, il a été photographié en compagnie de deux truands de la mafia italienne. Il fut l'objet de nombreux articles de presse quand il est arrivé à Manchester City. Quelques jours après avoir rejoint Manchester City, il a été impliqué dans un accident de voiture. Il a été rapporté qu'il portait 5 000 livres d'argent de poche à l'époque. Quand un policier lui a demandé pourquoi il portait une telle somme d'argent sur lui, Mario Balotelli a répondu : « parce que je suis riche ». Balotelli a été impliqué dans plusieurs disputes avec ses coéquipiers de Manchester City, notamment Jérôme Boateng, Vincent Kompany, Aleksandar Kolarov, Micah Richards et son entraîneur Roberto Mancini,. Pendant le match Italie - Îles Féroé, vexé d'être placé sur le banc des remplaçants par Cesare Prandelli, Balotelli est revenu des vestiaires en début de seconde période avec une tablette numérique plutôt que de suivre la rencontre. En outre, il a transformé le jardin de sa maison de Manchester en un champ de courses pour quad. Balotelli est fan d'arts martiaux mixtes, il a en effet déclaré en 2012 qu'il aurait aimé disputer professionnellement ce sport s'il n'avait pas été footballeur.

### Vie privée
Mario Balotelli a été en couple avec la mannequin et actrice Raffaella Fico. Lors du match opposant Manchester City à Bolton, il célébra son but en affichant un t-shirt où était inscrit « Raffaella ti amo » (Raffaella je t'aime). En 2012, après leur séparation, celle-ci affirme être enceinte de Mario Balotelli. Le footballeur annonce son intention de reconnaître l'enfant. Il se met ensuite en couple avec une Française, Vanessa Lawrens, candidate de télé-réalité en France, puis déclare vouloir retenter sa chance avec Raffaella Fico dont il attend un enfant (avec le désir de demander un congé paternité lors de la naissance de son enfant). Le 5 décembre 2012 naît sa fille, Pia Fico. Au début, il ne fait pas le test de paternité et refuse de la reconnaître.
Le magazine américain Time l'a inclus dans les 100 personnes les plus influentes dans le monde. En 2012, le magazine GQ l'a désigné comme le deuxième homme le mieux habillé au monde derrière le musicien britannique Tinie Tempah. Par ailleurs, il possède cinq voitures : une Range Rover Evoque, une Ferrari 458 Italia, une Bentley Continental GT, une Maserati GranTurismo et une Audi R8 V10. En janvier 2013, Balotelli a gagné 35 millions de dollars, contre 25 millions de dollars en janvier 2012. En février 2013, Mario Balotelli commande une statue de lui-même, afin de « s’immortaliser ».
Le 28 septembre 2017, il devient le père d'un second enfant, nommé Lion.

### Problèmes liés au racisme
Depuis tout jeune, Balotelli a dû faire face au racisme. À Mompiano, club qu'il rejoint à 5 ans, il était le seul noir et était souvent victime de brimades en raison de sa couleur de peau : on le faisait asseoir au premier rang et sa licence était très souvent vérifiée. Ces phénomènes vont le suivre durant tout son parcours puisqu'une fois révélé en Serie A avec l'Inter Milan, de nombreuses injures racistes vont descendre des tribunes notamment en 2010 lors du déplacement à la Juventus où les tifosi ont clamé : « Il n'y a pas d'Italien noir ». Cela se calme lorsque Balotelli rejoint Manchester City, mais lors de l'Euro 2012, au cours du match face à la Croatie, il est une nouvelle fois victime de gestes racistes. Il déclare même avant le début de l'Euro 2012 : « Si quelqu'un en Pologne ou en Ukraine devait me jeter une banane à la tête, je le tuerais. Je suis prêt à aller en prison. Le racisme est inacceptable et je ne suis pas prêt à le supporter. J'espère qu'il n'y aura pas de manifestations de racisme à l'Euro 2012, car si ce devait être le cas, je descendrais immédiatement du terrain et je rentrerais chez moi. ». Victime d'une caricature dans La Gazzetta dello Sport où il apparait dans la peau de King Kong, le journal présente par la suite ses excuses devant l'ampleur du scandale. Il figure sur la couverture du magazine Time de novembre 2012 et réalise une interview dans laquelle il évoque sa relation avec sa mère, le racisme et déclare même qu'il voudrait rencontrer Barack Obama,.

### Numéro en club
Depuis ses débuts professionnels à l'Inter Milan, Mario Balotelli a toujours porté le numéro 45 dans chacun de ses clubs, excepté à l'OGC Nice. Il explique que ce choix vient de ses débuts professionnels où en tant que joueur issu du centre de formation du club lombard il a dû choisir parmi les numéros prévus à cet effet (du n°35 à 50 en Italie) et le numéro 45 lui permettait d'obtenir le chiffre de 9, le numéro traditionnel de l'avant-centre, son poste, en additionnant le 4 et le 5 du numéro 45. Ce numéro 45 lui ayant réussi lors de ses premiers matchs pro, il a donc décidé de le conserver tout au long de sa carrière. En début de saison 2016-2017, à Nice, il opte finalement pour le numéro 9, notamment parce que le règlement de la LFP ne l'autorise pas à porter le numéro 45, considéré comme un "numéro fantaisiste" selon l'article 316, 6, b de la LFP.

### Engagements
Il est très engagé dans des actions caritatives et auprès d'associations telles que Médecins sans frontières.